# Genova 1893 Circolo del Calcio 1928-1929
Questa voce raccoglie le informazioni riguardanti il Genova 1893 Circolo del Calcio nelle competizioni ufficiali della stagione 1928-1929.

## Stagione
Il club ligure cambia ragione societaria il 28 ottobre 1928, italianizzando il proprio nome in Genova 1893 Circolo del Calcio.
In questa stagione 1928-1929 il Genova 1893 disputa il campionato nel girone B della Divisione Nazionale ottiene il 4º posto del girone B con 39 punti, qualificandosi al prossimo torneo a girone unico, e anche alla Coppa Europa Centrale per sorteggio, dopo due spareggi terminati in parità con l'Ambrosiana. Le prime otto del girone sono state accreditate a disputare il prossimo primo campionato di Serie A.

## Divise
La maglia per le partite casalinghe presentava i colori attuali (anche se la dicitura ufficiale era rosso granato e blu) ma a differenza di oggi il blu era posizionato a destra.

## Organigramma societario
Area direttiva
- Presidente: Vincent Ardissone

Area tecnica
- Allenatore: Renzo De Vecchi

## Rosa
| N. |                   | Ruolo | Calciatore         |
| -- | ----------------- | ----- | ------------------ |
|    | Italia (bandiera) | P     | Enrico Carzino     |
|    | Italia (bandiera) | P     | Giovanni De Prà    |
|    | Italia (bandiera) | D     | Ottavio Barbieri   |
|    | Italia (bandiera) | D     | Renzo De Vecchi    |
|    | Italia (bandiera) | D     | Amilcare Gilardoni |
|    | Italia (bandiera) | D     | Umberto Lombardo   |
|    | Italia (bandiera) | D     | Augusto Scappini   |
|    | Italia (bandiera) | D     | Giuseppe Spigno    |
|    | Italia (bandiera) | D     | Orlando Tognotti   |
|    | Italia (bandiera) | D     | Giovanni Zucchi    |

| N. |                   | Ruolo | Calciatore               |
| -- | ----------------- | ----- | ------------------------ |
|    | Italia (bandiera) | C     | Ercole Bodini            |
|    | Italia (bandiera) | C     | Luigi Burlando           |
|    | Italia (bandiera) | C     | Mario Parodi             |
|    | Italia (bandiera) | C     | Giovanni Puerari         |
|    | Italia (bandiera) | A     | Edoardo Catto            |
|    | Italia (bandiera) | A     | Giovanni Chiecchi        |
|    | Italia (bandiera) | A     | Amato Gastaldi           |
|    | Italia (bandiera) | A     | Virgilio Felice Levratto |
|    | Italia (bandiera) | A     | Luigi Leone              |
|    | Italia (bandiera) | A     | Quinto Rosso             |

## Risultati

### Girone di andata
| Arbitro: | Turbiani (Ferrara) |

|                        |           |               |
| Catto 47’ Levratto 53’ | Marcatori | 25’ Innocenti |

| Arbitro: | Casetta (Milano) |

|                                                    |           |                               |
| Puerari 15’ G. Chiecchi 19’ Levratto 53’ Catto 70’ | Marcatori | 60’ Spadavecchia 72’ Mihalich |

| Arbitro: | Galassi (Torino) |

|               |           |                         |
| A. Pilati 10’ | Marcatori | 86’ Burlando 89’ Parodi |

| Arbitro: | Squarza (Reggio Emilia) |

|                                                                                      |           |  |
| Catto 3’, 22’, 28’, 64’ G. Chiecchi 18’, 52’, 79’, 81’, 83’ Gastaldi 50’ Puerari 72’ | Marcatori |  |

| Arbitro: | A.Gama (Milano) |

|                         |           |                                       |
| E. Bodini 15’, 58’, 70’ | Marcatori | 9’ Vojak 24’ Munerati 86’ L. Cevenini |

| Arbitro: | R. Barlassina (Novara) |

|               |           |              |
| Seccatore 47’ | Marcatori | 5’ E. Bodini |

| Arbitro: | Guarnieri (Milano) |

|                                    |           |                             |
| Moroni 10’ Ranelli 12’ Savelli 75’ | Marcatori | 5’ Levratto 49’ G. Chiecchi |

| Arbitro: | A.Gama (Milano) |

|               |           |                           |
| Sallustro 27’ | Marcatori | 9’ E. Bodini 57’ Levratto |

| Arbitro: | Caironi (Milano) |

|                        |           |                               |
| Levratto 54’ Leone 73’ | Marcatori | 50’ (rig.) Bindi 82’ Casanova |

| Arbitro: | Turbiani (Ferrara) |

|                |           |                |
| Vigna 75’ (77) | Marcatori | 1’ G. Chiecchi |

| Arbitro: | Mattea (Casale Monf.) |

|                                                          |           |            |
| Levratto 1’, 83’ E. Bodini 17’, 38’, 76’ G. Chiecchi 55’ | Marcatori | 47’ Meazza |

| Arbitro: | R. Barlassina (Novara) |

|  |           |                           |
|  | Marcatori | 5’ Levratto 12’ E. Bodini |

| Arbitro: | Bruna (Venezia) |

|                                        |           |             |
| Schiavio 5’ Pozzi 26’ Baldi 39’ (rig.) | Marcatori | 58’ Puerari |

| Arbitro: | Rovida (Milano) |

|                 |           |             |
| O. Barbieri 75’ | Marcatori | 76’ Moretti |

| Arbitro: | Caironi (Milano) |

|               |           |  |
| E. Bodini 83’ | Marcatori |  |

### Girone di ritorno
| Arbitro: | Barlassina (Novara) |

|                |           |  |
| L. Ferrero 48’ | Marcatori |  |

| Fiume 10 febbraio 1929 17ª giornata | Fiumana          | 0 – 0 | Genova 1893 | Stadio Cantrida\| Arbitro: \| Carraro (Padova) \| |
| Arbitro:                            | Carraro (Padova) |       |             |                                                   |

| Arbitro: | Carraro (Padova) |

|                                                                 |           |  |
| G. Chiecchi 1’, 67’ Levratto 9’, 83’ Rosso 65’, 73’ Puerari 87’ | Marcatori |  |

| Arbitro: | Giorgi (Milano) |

|  |           |                                                |
|  | Marcatori | 43’, 63’ Levratto 56’, 65’ Rosso 71’ E. Bodini |

| Arbitro: | Caironi (Milano) |

|                         |           |  |
| Munerati 51’ Crotti 53’ | Marcatori |  |

| Arbitro: | Giorgi (Milano) |

|                   |           |  |
| E. Bodini 6’, 26’ | Marcatori |  |

| Arbitro: | Malagodi (Ferrara) |

|                |           |  |
| Leone 62’, 88’ | Marcatori |  |

| Arbitro: | Mattea (Torino) |

|                         |           |                  |
| Catto 27’ E. Bodini 30’ | Marcatori | 60’ G. Innocenti |

| Arbitro: | Galassi (Torino) |

|                                 |           |              |
| Fornaciari 26’ F. Valeriani 68’ | Marcatori | 7’ E. Bodini |

| Arbitro: | Barlassina (Novara) |

|                                                            |           |  |
| G. Chiecchi 17’ (rig.) E. Bodini 62’ Puerari 64’ Catto 75’ | Marcatori |  |

| Arbitro: | Mattea (Casale Monf.) |

|  |           |           |
|  | Marcatori | 38’ Catto |

| Arbitro: | Carraro (Padova) |

|                 |           |  |
| G. Chiecchi 70’ | Marcatori |  |

| Arbitro: | Mattea (Casale Monf.) |

|                                  |           |  |
| Catto 60’ Gastaldi 66’ Catto 88’ | Marcatori |  |

| Arbitro: | Barlassina (Novara) |

|                                           |           |  |
| A. Prosperi 5’, 7’, 73’ Giuliani 53’, 66’ | Marcatori |  |

| Arbitro: | Turbiani (Ferrara) |

|                             |           |               |
| Zanotto 43’, 49’ Ziroli 88’ | Marcatori | 64’ Gilardoni |

### Coppa dell'Europa Centrale

#### Qualificazioni FIGC
| Arbitro: | Carraro (Padova) |

|                                  |           |                              |
| G. Santagostino 38’ Torriani 43’ | Marcatori | 15’ G. Chiecchi 80’ Lombardo |

| Arbitro: | A. Gama (Milano) |

|             |           |             |
| Puerari 52’ | Marcatori | 32’ Pastore |

#### Quarti di finale
| Arbitro: | Štépanovský |

|                                                   |           |           |
| Weselik 2’, 71’, 83’ Wesely 30’ (rig.) Kirbes 40’ | Marcatori | 13’ Leone |

| Genova 7 luglio 1929 ritorno | Genova 1893          | 0 – 0 | Rapid Vienna | Stadio Luigi Ferraris\| Arbitro: \| Ladislav Štépanovský \| |
| Arbitro:                     | Ladislav Štépanovský |       |              |                                                             |